# Antonio Pretel Fernández
Antonio Pretel Fernández (Gor, província de Granada, 1903 – Moscou, desembre de 1980) fou un sindicalista i polític comunista andalús.

## Biografia
Llicenciat en dret, fou militant socialista i president de les Joventuts Socialistes de Granada. Treballà com a advocat i formà part del Comitè Regional Andalús del Sindicat Provincial d'Advocats de la Unió General de Treballadors. Fou delegat de Treball pel PSOE el 1933, però es donà de baixa del partit disconforme amb la política del seu partit durant la revolució de 1934, ingressant aleshores al PCE. Alhora, ingressà a la maçoneria amb el nom Voltaire.
A les eleccions generals espanyoles de 1936 formà part del Front Popular i fou elegit diputat per la província de Granada juntament amb el seu paisà de Gor Ernesto Fernández Jiménez (PSOE). Quan es produí el cop d'estat del 18 de juliol de 1936 que donà lloc a la guerra civil espanyola formà part del Comitè Permanent del Front Popular de Granada dirigit pel governador civil César Torres Martínez. Va encarregar-se d'organitzar milícies i amb el també diputat comunista extremeny Adriano Romero Cachinero dirigí el batalló que acabà amb la insurrecció feixista a Motril (24 de juliol de 1936). Després van ocupar Guadix i fou ferit als combats de Montefrío i Iznalloz. Recuperat de les ferides, va marxar a Madrid, on el 17 de gener de 1937 fou nomenat governador civil de Múrcia, càrrec que ocupà fins al 13 de juliol de 1937.
En acabar la guerra civil es va exiliar a la Unió Soviètica. Allí treballà com a traductor de l'agència TASS i en l'Editorial de Literatura Estrangera. Després de la mort de Francisco Franco va venir un temps a Espanya, però finalment tornà a Moscou, on va morir el desembre de 1980.